# Ли Џенг
Ли Џенг (пинјин: Li Zheng; 25. мај 2000) елитни је кинески скакач у воду. Његова примарна дисциплина су појединачни и синхронизовани скокови са трометарске даске.
Први значајнији наступ у каријери остварио је на светском јуниорском првенству 2014. где је освојио 4. место у појединачним скоковима са торња и бронзану медаљу у појединачним скоковима са трометарске даске. Три године касније дебитовао је и на турнирима светске серије где се такмичио у мешовитим синхронизованим скоковима са даске (освојио 4 прва места). Исте године дебитовао је и на светском првенству у Будимпешти где је у пару са искусном Ванг Хан освојио златну медаљу у мешовитим скоковима са даске, што му је био највећи успех у дотадашњој каријери.